# Mezőtúri kistérség
A Mezőtúri kistérség kistérség Jász-Nagykun-Szolnok megyében, központja: Mezőtúr.

## Települései
| Kétpó | Mesterszállás | Mezőhék | Mezőtúr | Túrkeve |

## Lakónépesség alakulása
| Település     | Lélekszám (2009) |
| ------------- | ---------------- |
| Mezőtúr       | 18 176           |
| Túrkeve       | 9 215            |
| Kétpó         | 723              |
| Mesterszállás | 711              |
| Mezőhék       | 327              |
| Összesen      | 29 152           |

## Külső hivatkozások
- Mezőtúr.lap.hu
- A megye hírportálja (SZOLJON)